# Hill City, Kansas
Hill City là một thành phố thuộc quận Graham, tiểu bang Kansas, Hoa Kỳ. Năm 2010, dân số của xã này là 1474 người.

## Dân số
Dân số các năm:
- Năm 2000: 1604 người
- Năm 2010: 1474 người